# Station Busan
Station Busan is een treinstation in de Zuid-Koreaanse stad Busan. Het station is het zuidelijke eindpunt van de Gyeongbu Lijn (Korea Train Express), de hogesnelheidstreinverbinding met Seoul.
Het station ligt in Choryang-dong in het stadsdeel Dong-gu. Op korte afstand is het gelijknamige metrostation gelegen aan Lijn 1 van de metro van Busan.
Het treinstation uit 2001 heeft een oppervlakte van 24.646 m², telt 11 liften, 10 roltrappen en diverse voorzieningen. De voorgevel is grotendeels van glas.